# روبرتو فيسينتيني
روبرتو فيسينتيني (بالإيطالية: Roberto Visentini)‏ مواليد 02 يونيو 1957 في غاردوني ريفييرا، إيطاليا، هو دراج إيطالي سابق.

## سباقات أو مراحل فاز بها
- طواف إسبانيا
- طواف إيطاليا

## روابط خارجية
- روبرتو فيسينتيني على موقع أرشيف الدراجات (الإنجليزية)
- روبرتو فيسينتيني على موقع إحصائيات الدراجات الإحترافية (الإنجليزية)
- روبرتو فيسينتيني على موقع CycleBase (الإنجليزية)
- http://www.cyclebase.nl/?lang=nl&news=nl&pc=normal&page=renner&db=m&id=17796